# Brigitte Coscas
Pour les articles homonymes, voir Coscas.
Brigitte Coscas est une réalisatrice et actrice française, née le 3 juillet 1963 à Suresnes.

## Biographie
Actrice dans quelques films au cours des années 1980 (La Puritaine, Fréquence meurtre), Brigitte Coscas passe ensuite à la réalisation. Après plusieurs courts métrages et clips, elle tourne un premier long métrage, Mamirolle, sorti en 2000.
En 1992, elle est pensionnaire de l'Académie de France à Rome.
Elle travaille également pour la télévision pendant plusieurs années.

## Filmographie

### Actrice
- 1986 : La Puritaine de Jacques Doillon
- 1987 : La Chouette aveugle de Raoul Ruiz
- 1988 : Fréquence meurtre d'Elisabeth Rappeneau

### Réalisatrice

#### Courts métrages
- 1991 : La Princesse acidulée
- 1994 : Les Vampes
- 2000 : La Terre est ronde[3]

#### Long métrage
- 2000 : Mamirolle[4],[5]

#### Séries télévisées
- 1998 : Combats de femmes, épisode Sœur porteuse
- 2002-2005 : PJ, 9 épisodes

## Distinctions
- Festival du court métrage de Clermont-Ferrand 1995 : Prix recherche et innovation pour Les Vampes[6]